# Quartet (Reich)
Pour les articles homonymes, voir Quartet.
Quartet est une œuvre musicale de Steve Reich composée en 2013 écrite pour deux vibraphones et deux pianos. Elle est créée par le Colin Currie Group le 12 octobre 2014 à Londres. 

## Historique
Composé en 2013 dans l'esprit de Mallet Quartet – une œuvre récente de Steve Reich utilisant un quatuor de percussions –, Quartet est créé par le Colin Currie Group lors d'un concert donné le 12 octobre 2014 au Queen Elizabeth Hall de Southbank Centre à Londres,. L'œuvre a été jouée pour la première fois en Allemagne le 18 octobre, aux États-Unis au Carnegie Hall le 29 octobre et en France à la Cité de la musique le 8 novembre de la même année.

## Structure
1. Fast
2. Slow
3. Fast

La pièce est écrite pour quatre instrumentistes : deux vibraphones et deux pianos, disposés face à face par instruments identiques. Son exécution dure environ 17 minutes.

## Enregistrement
- Pulse/Quartet, par l'International Contemporary Ensemble et le Colin Currie Group, Nonesuch Records, 2018[3].